# 崔鎮洙
崔 鎮洙 （チェ・ジンス、朝鮮語: 최진수、1941年6月4日 - ）は、朝鮮民主主義人民共和国の政治家。祖国統一民主戦線中央委員会委員長、元駐中国大使。

## 経歴
黄海南道の生まれ、1969年 ブルンジ三等秘書官、1978年 駐フランス通商代表部副代表、1984年 コートジボワール大使、1986年2月 駐スイス大使、1987年12月 外務省第9局（欧州）局長、1989年 党国際部勤務を経て2000年、前任の朱昌駿の後任として、駐在中国大使となる。2010年に退任の後は国外に出ることはなく、2018年に現職の祖国統一民主戦線中央委員会委員長となる。